# Taisen Deshimaru
Taisen Deshimaru (prefectura de Saga, 29 de noviembre de 1914 - Tokio, 30 de abril de 1982), llamado Mokudo tras su ordenación, fue un maestro budista zen japonés.
- Su nombre en idioma japonés era Deshimaru Taisen (弟子丸 泰仙).

## Biografía
Nació en Kyūshū, una población en la prefectura de Saga (Japón).
Deshimaru fue criado por su abuelo, un antiguo samurái antes de la Restauración Meiji, y por su madre, una devota practicante de la secta budista jōdo shinshū.
Interesado por el mundo, abandonó las prácticas de su madre y estudió el cristianismo durante un largo periodo bajo un ministro protestante antes de decidirse finalmente que tampoco eso estaba hecho para él.
Volvió a su propia religión, el budismo y tomó contacto con las enseñanzas rinzai. Más tarde también se distanció del budismo rinzai y se sentía insatisfecho con su vida de hombre de negocios.
Esto le llevó a conocer al maestro del zen sōtō, Kodo Sawaki, del cual se hizo discípulo rápidamente. Deshimaru siguió rápidamente los pasos del maestro Sawaki y se entregó a la práctica del shikantaza.
Tras el ataque a Pearl Harbor llevado a cabo por los japoneses, los dos se separaron y Deshimaru fue enviado a la guerra. Sus experiencias le llevaron a la isla de Bangka, donde enseñó zazen a los chinos, indonesios y europeos que habitaban la isla. La isla estuvo bajo ataque del ejército japonés de ocupación, el cual estaba asesinando a grandes cantidades de sus habitantes de forma indiscriminada. Sintiéndose responsable ―siendo ciudadano japonés― antes la gente de Bankga, eventualmente Deshimaru se unió a su causa y fue rápidamente etiquetado como un rebelde por la Armada Japonesa y llevado a prisión. Poco antes del momento de su ejecución, la isla fue tomada por Estados Unidos. Fue liberado junto a los otros prisioneros que esperaban recibir la pena capital, y enviado a un campo de concentración estadounidense en Singapur. Meses después fue liberado y retornó a Japón.
En seguida, Deshimaru se volvió a unir a su maestro y estuvo a su lado durante catorce años hasta la muerte de Sawaki en 1965. Deshimaru recibió la ordenación monástica poco antes de que Sawaki enfermara.
Según Deshimaru, en su autobiografía, primeramente Sawaki habría tratado de convencer a Deshimaru de que no siguiese una vida monástica debido a su carácter activo, pero luego Sawaki habría cambiado de opinión y habría expresado, en su lecho de muerte, su deseo de que Deshimaru expandiera el zen a otras partes del mundo, y le pidió a Deshimaru que viajara a Europa y difundiera las enseñanzas.
Sawaki le legó a Deshimaru su kesa, safu, cuaderno de notas y su nombre de ordenación Mokudo Taisen (que se traduce como ‘gran sabio del vestíbulo silencioso’.

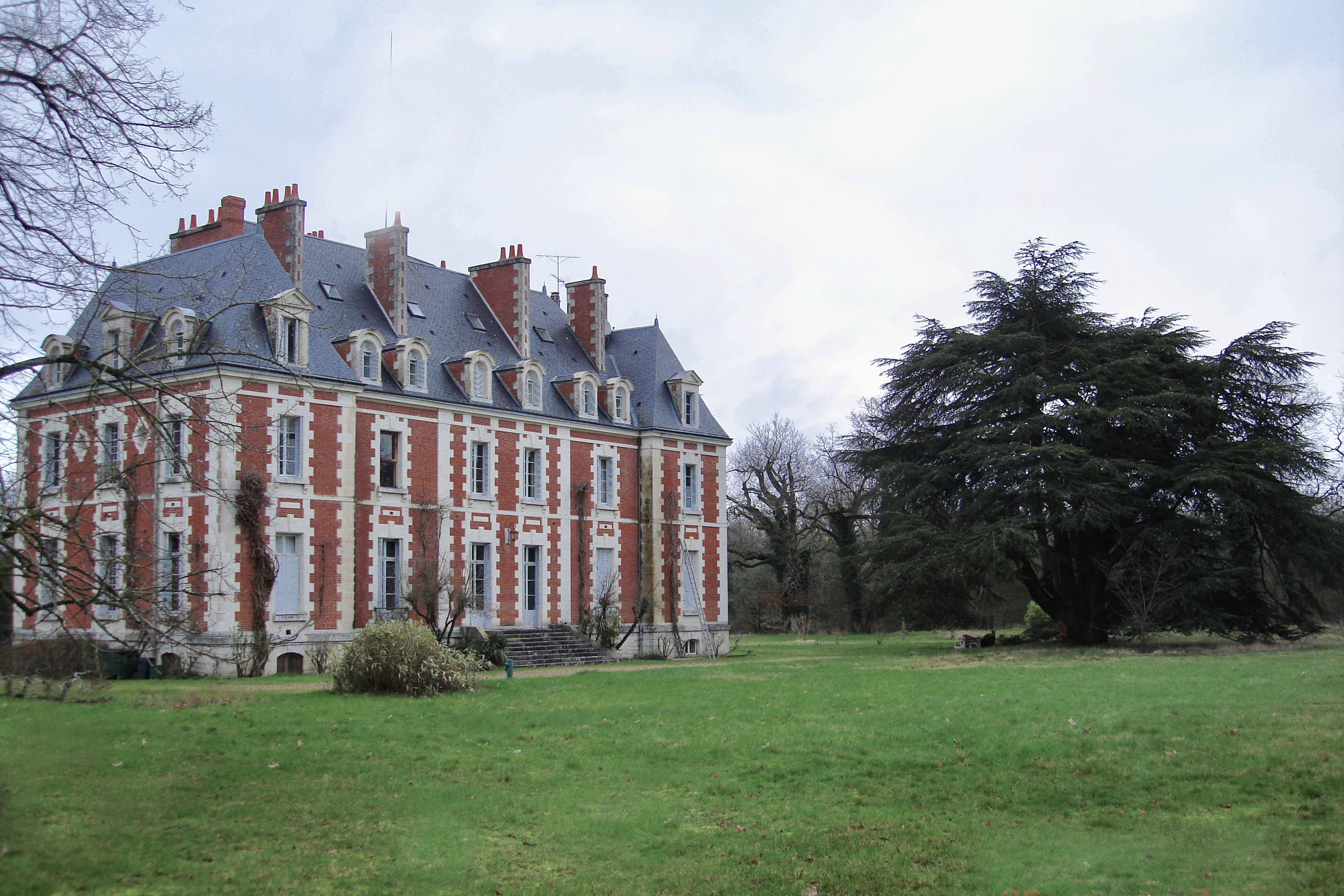
El templo zen La Gendronnière, fundado por Taisen Deshimaru.

En 1967, Deshimaru llegó a Europa y se afincó en París con objeto de cumplir con el deseo de su maestro y difundir las enseñanzas del zen.
En una entrevista, Deshimaru afirmó haber elegido Francia para enseñar debido a su tradición filosófica; citó a Michel de Montaigne, René Descartes, Henri Bergson y Nicolas Malebranche como filósofos que entendieron el zen aun sin conocerlo.
En la década de 1970, su misión creció y recibió la transmisión del dharma (shiho) del maestro Yamada Reirin (abad del templo de Eihei-ji) y se convirtió en kaikyosokan (cabeza del zen sōtō japonés en un determinado país o continente) de Europa.
Enseñó a muchos discípulos, y fue el catalizador de la creación de una multitud de centros de práctica.
Sus enseñanzas y sus libros ayudaron a difundir la influencia del zen en Europa y América, particularmente de la escuela Sōtō.
En 1970 fundó la AZI (‘asociación internacional de zen’) y en 1979, La Gendronnière.
Se le diagnosticó cáncer de páncreas a los 65 años, y falleció en Tokio el 30 de abril de 1982, a los 67 años.
Tras la muerte del maestro Deshimaru, sus tres discípulos más cercanos, Etienne Zeisler, Roland Rech, y Stéphane Thibaut, viajaron a Japón para recibir el shiho de la más alta autoridad del sōtō, el maestro Niwa Zenji.
André Lemort, otro de sus discípulos y quien fuera ordenado por Deshimaru en 1981, introdujo el zen en Colombia, país en el que abrió seis dojos.

## Obras
- La práctica del zen
- Preguntas a un maestro zen
- La otra orilla. Textos fundamentales de zen comentados por el maestro Taisen Deshimaru
- El anillo de la vía
- El tesoro del zen: los textos fundamentales del maestro Dogen
- Zen verdadero. Introducción al shobogenzo
- El sutra de la gran sabiduría (Hannya shingyo)
- El sutra de la gran compasión (Kannon gyo)
- Historias zen
- Zen y cerebro
- Autobiografía de un monje zen
- Zen y artes marciales
- El cuenco y el bastón. 120 cuentos zen